# Popil·li Lenat
Els Popil·li Lenat (llatí: Popillii Laenates) foren una distingida família plebea de la gens Popíl·lia.
Segons Ciceró el seu cognomen derivava de la capa sacerdotal (laena) que el cònsol Marc Popil·li va utilitzar quan era flamen carmentalis en un sacrifici públic per calmar als plebeus que estaven en plena revolta. La família dels Lenat era coneguda, fins i tot entre els romans, per la seva severitat i crueltat.
Els personatges més destacats de la família van ser:
- Marc Popil·li Lenat cònsol el 359 aC, 356 aC, 350 aC, i 348 aC.
- Marc Popil·li Lenat, cònsol el 316 aC
- Marc Popil·li Lenat (cònsol 173 aC), cònsol el 173 aC
- Publi Popil·li Lenat, triumvir.
- Gai Popil·li Lenat, cònsol el 172 aC i el 158 aC.
- Marc Popil·li Lenat, cònsol el 139 aC
- Publi Popil·li Lenat, cònsol el 132 aC
- Gai Popil·li Lenat, orador romà.
- Gai Popil·li Lenat, militar romà
- Publi Popil·li Lenat, tribú de la plebs el 85 aC
- Popil·li Lenat, senador romà.

## En altresgentes
Més enllà dels Popil·li, apareixen altres personatges amb el cognomen Lenat.
- Vipsani Lenat
- Servi Octavi Lenat Poncià